# Collectio Quesnelliana
Die Collectio Quesnelliana ist eine wahrscheinlich um das Jahr 500 entstandene Kanones-Sammlung; sie ist damit eine der ältesten Werke dieser Art in lateinischer Sprache. Die Sammlung enthält vor allem dogmatische Texte, darunter viele Schreiben Leos des Großen. Die umfangreiche Sammlung hatte im frühen Mittelalter einigen Einfluss, vor allem in Gallien. Sie wird nach Pasquier Quesnel, dem Herausgeber der editio princeps, als Quesnelliana bezeichnet und bis heute in der Ausgabe der Ballerini verwendet.